# Ruda-Krasna (Jobrîn), Rivne
Ruda-Krasna (în ucraineană Руда-Красна) este un sat în comuna Jobrîn din raionul Rivne, regiunea Rivne, Ucraina.

## Demografie
Componența lingvistică a localității Ruda-Krasna
     Ucraineană (99,28%)
     Alte limbi (0,72%)
Conform recensământului din 2001, majoritatea populației localității Ruda-Krasna era vorbitoare de ucraineană (99,28%), existând în minoritate și vorbitori de alte limbi.